# Burg Wollendorf
Die Burg Wollendorf ist eine historische Burganlage im Stadtteil Feldkirchen-Wollendorf von Neuwied, Rheinland-Pfalz. Die Anlage stammt aus dem 11. oder 12. Jahrhundert und steht unter Denkmalschutz. Sie ist im Nachrichtlichen Verzeichnis der Kulturdenkmäler des Kreises Neuwied eingetragen.

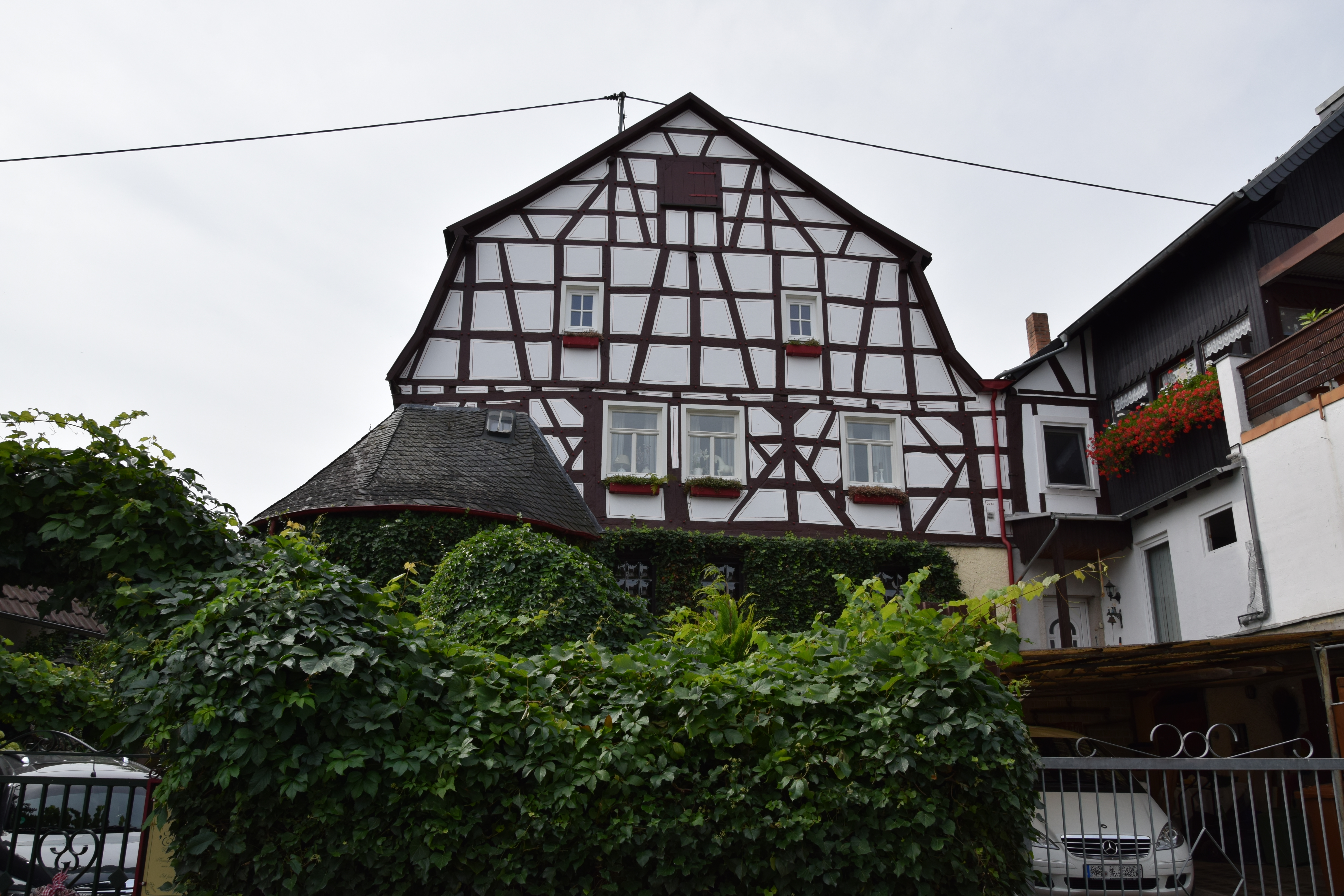
Haupthaus mit Eckturm Burg Wollendorf

## Geschichte
Die Burg Wollendorf wurde vermutlich im 11. oder 12. Jahrhundert als befestigter Herrensitz erbaut. Die erste urkundliche Erwähnung stammt aus dem Jahr 1202, als Arnold von Wolvendorp in der Stiftungsurkunde der Abtei Sayn genannt wurde. Die Familie von Wolvendorp war bis 1269 nachweisbar, bevor sie vermutlich ausstarb. Nach dem Verschwinden der Herren von Wolvendorp wechselte die Burg mehrfach den Besitzer und wurde später in ein Hofsystem integriert, das die Bebauung der Umgebung beeinflusste. Weitere Burgherren waren Isfridus de Wolvindorf (1259), Conrad von Wolffendorf(1429) sowie das Geschlecht Domleier oder Dumler im 15. Jahrhundert, das eine bedeutende Rolle in der Region spielte.

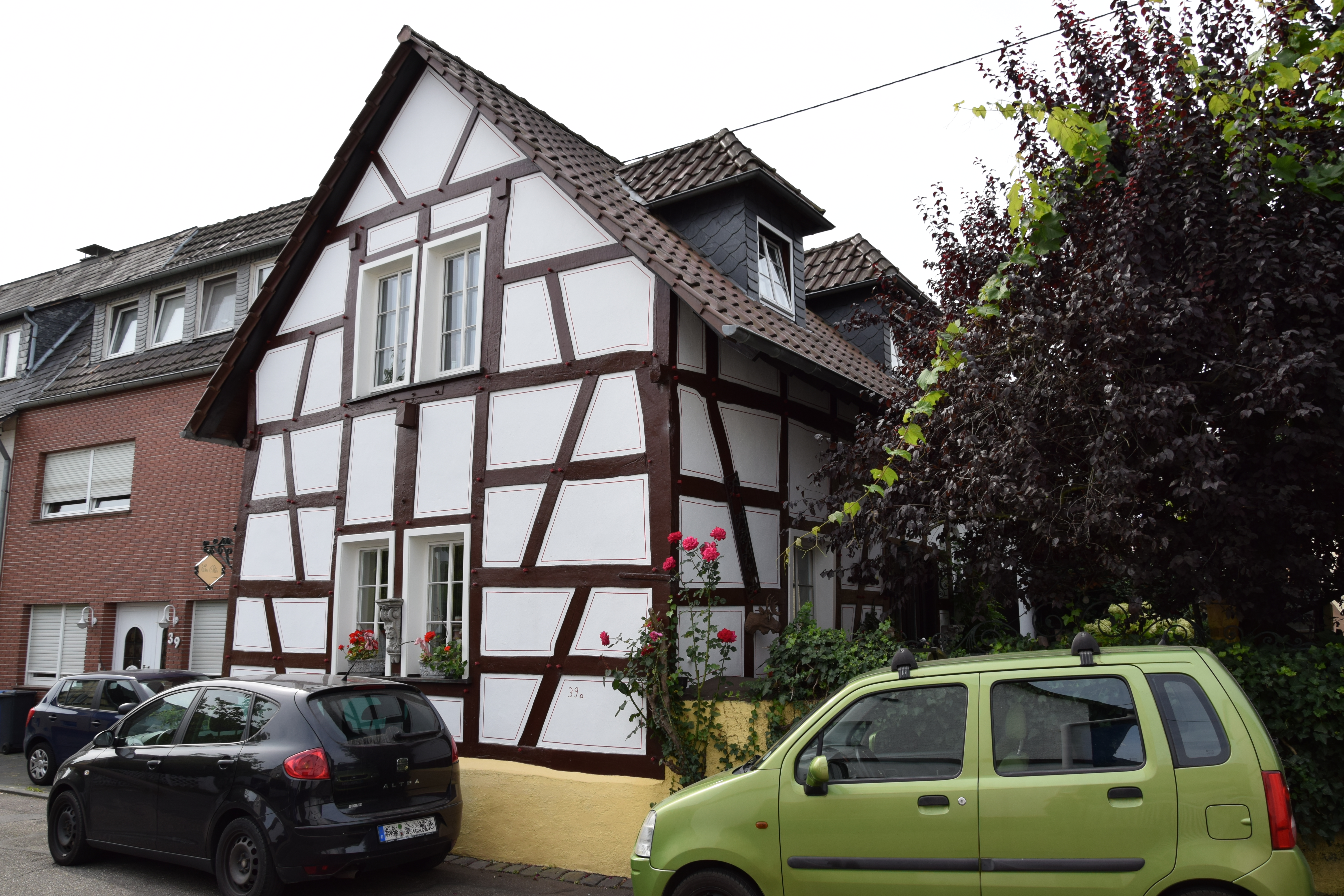
Eines der drei Nebengebäude

Bis heute verblieb die Burg in privatem Besitz und wird in Form von vier voneinander unabhängigen Wohnhäusern genutzt. Sie ist nicht öffentlich zugänglich und ist im Nachrichtlichen Verzeichnis der Kulturdenkmäler des Kreises Neuwied eingetragen.

## Architektur
Die Burg liegt auf einer Anhöhe und bot einst strategische Vorteile. Historische Berichte erwähnen einen unterirdischen Gang zum Rhein, dessen Existenz jedoch nicht belegt ist. Die erhaltenen Grundmauern und Kellergewölbe stammen aus dem 11. oder 12. Jahrhundert. Der noch teilweise erhaltene Eckturm zeugt von der ursprünglichen Befestigungsfunktion der Anlage. Im 1840 erfolgte die Teilabtragung des runden Turms und des Fachwerkoberbaus.

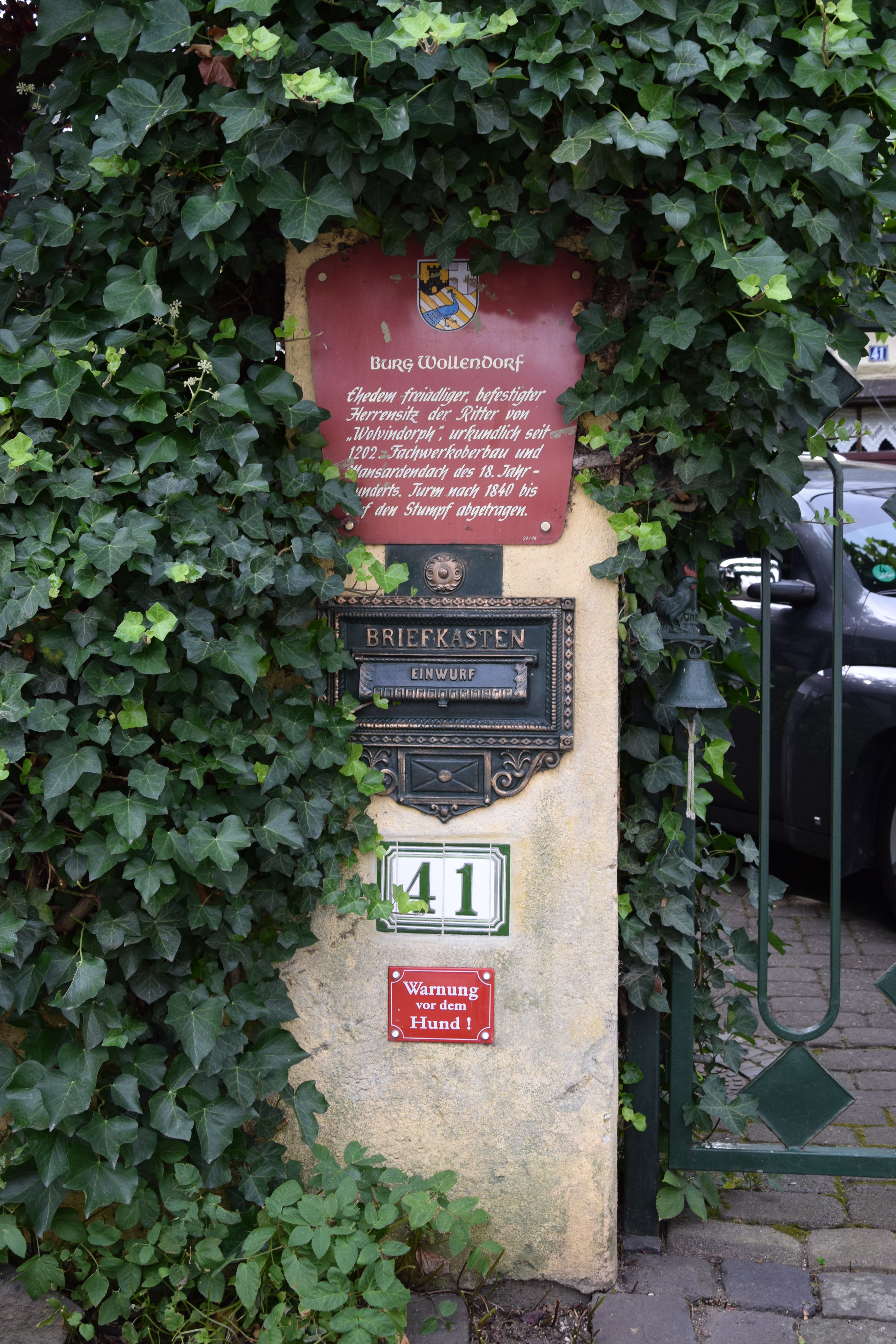
Hinweisschild am Eingang